# Brno Contemporary Orchestra

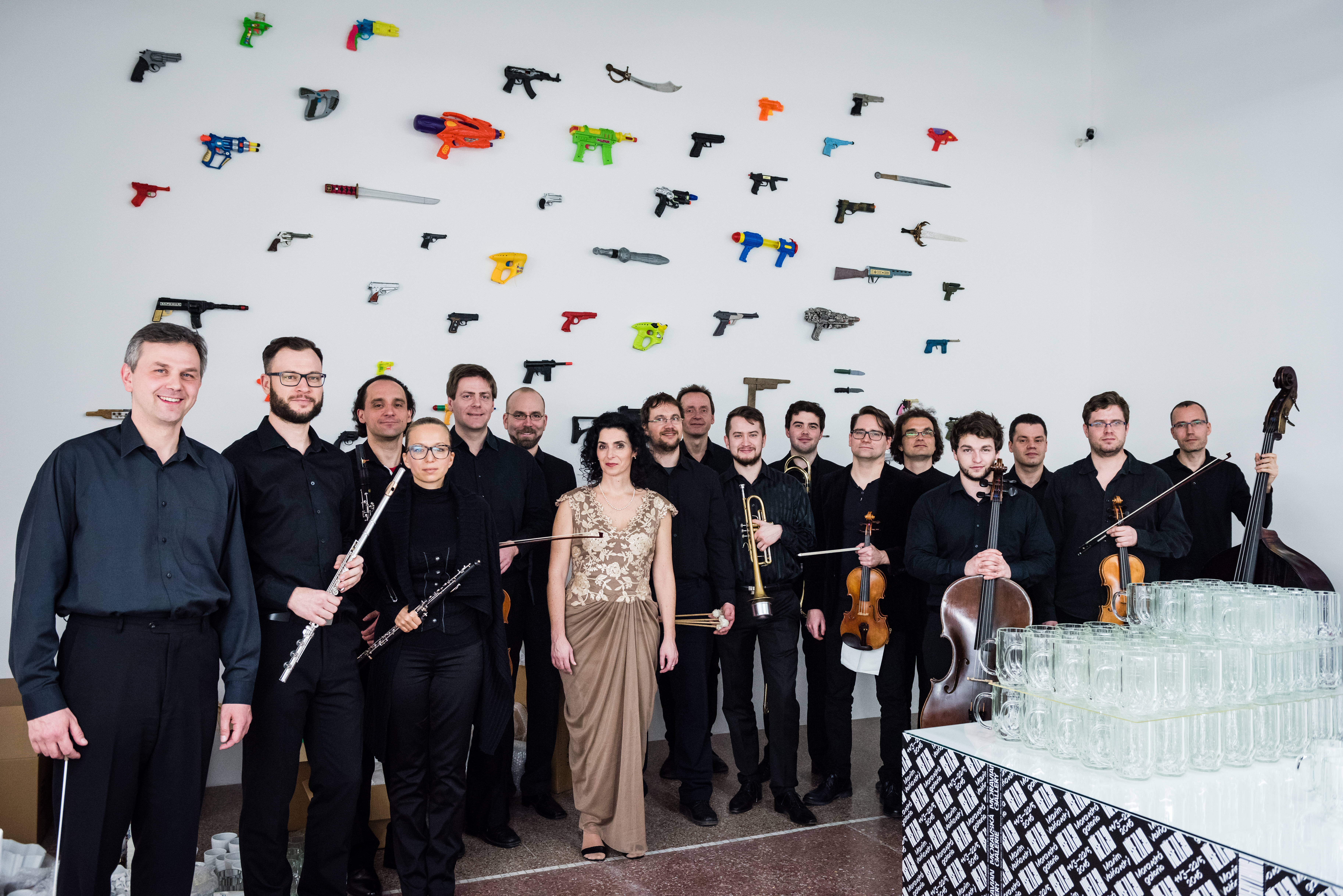
Brno Contemporary Orchestra, CZ

Brno Contemporary Orchestra (BCO) je komorní orchestr, který zahájil svou činnost v roce 2011 v Brně. Orchestr se zaměřil na současnou klasickou hudbu s přesahem do 20. století. Ve svých originálních projektech usiluje o propojení hudby s filmem, výtvarným uměním či architekturou. Zakladatelem, uměleckým vedoucím a šéfdirigentem je Pavel Šnajdr. Jedním z cílů orchestru je podněcovat soudobé skladatele k tvorbě nových děl na míru orchestru.[zdroj?] Heslo BCO je Janáčkem to nekončí!.[zdroj?] Orchestr má proměnlivý počet členů, kteří jsou zváni na jednotlivé projekty. Orchestr uskutečnil koncert věnovaný estonskému skladateli Erki-Sven Tüürovi v rámci Hudebního fóra Hradec Králové . Zúčastnil se festivalu Setkávání nové hudby plus v Brně. Pravidelně realizuje koncerty v brněnské Vile Tugendhat. Největším koncertem sezóny 2012/2013 bylo vystoupení 1913 - 1923 - 1933 u příležitosti životních jubileí významných skladatelů Benjamina Brittena, Györgye Ligetiho, Witolda Lutosławského a Henryka Góreckého. Orchestr též nastudoval skladby brněnských skladatelů Aloise Piňose, Ivo Medka, Víta Zouhara, Petra Grahama. Od sezóny 2014/2015 má BCO svůj koncertní cyklus v rámci abonentní řady Filharmonie Brno.
Aktuální koncerty: http://bcorchestra.cz/cs/koncerty/#obsah